# Пахлеванян, Гурген Арташесович
Гурген Арташесович Пахлеванян (арм. Գուրգեն Արտաշեսի Փահլևանյան; 1908—1986) — советский армянский государственный и партийный деятель. Председатель Исполнительного комитета Ереванского совета депутатов трудящихся с 1 июня 1957 по 21 марта 1960 года.

## Биография
Гурген Пахлеванян родился 23 февраля 1908 года в городе Карс, учился в местной школе.Во время геноцида армян Гурген и его семья были вынуждены бежать из города в связи с насилием и преследованиями, связанными с геноцидом армян и им удалось добраться до Тбилиси. Там в 1925 году он окончил 82-ю трудовую школу, а спустя год поступил на гидротехническое отделение Ереванского государственного университета. В 1929 году проходил практику на строящейся ДнепроГЭС.
В феврале 1931 года окончил университет и переехал в Мегри, где стал начальником Мегринского районного отдела водного хозяйства. Позднее работал техником Айгерличской водоподъёмной станции. В 1940 году вступил в ВКП(б) и был назначен заместителем народного комиссара водного хозяйства Армянской ССР Г. А. Агаханяна.
В 1941 году, после начала Великой Отечественной войны, был призван в армию в сапёрный батальон. В 1942 году переведён в инженерные войска 45-й армии, принимал участие в строительстве оборонительных сооружений у границы с Турцией. С 1943 года — главный инженер Закавказского фронтового 57-го отдельного управления Военно-полевого строительства. Войну окончил в звании капитана.
После демобилизации в 1946 году Гурген Пахлеванян был назначен руководителем проектной организации «Водопроект» в Ереване. С 1947 по 1950 год занимал должность министра коммунального хозяйства Армянской ССР.
В январе 1950 года избран первым секретарём Молотовского райкома партии Еревана. В том же году стал первым заместителем председателя Исполнительного комитета Ереванского городского совета. По поручению первого секретаря ЦК КП Армении Г. А. Арутинова организовал работу по высадке леса на возвышении Цицернакаберда. В 1952 году, после организации в Армянской ССР административных округов, был назначен председателем Исполнительного комитета Ереванского окружного совета. Оставался на этой должности до упразднения округов в апреле 1953 года, после чего непродолжительное время работал директором проектного института Минсельхоза.
В 1953 избран вторым секретарём Ереванского городского комитета КП Армении, а в 1954 году стал первым секретарём. В 1956 году был делегатом XX съезда КПСС.
В 1957 году Гурген Пахлеванян был избран депутатом горсовета Еревана. По предложению первого секретаря ЦК Компартии Армении С. А. Товмасяна Гурген Пахлеванян был избран председателем Исполнительного комитета Ереванского совета депутатов трудящихся, хотя поначалу он отказывался от этой должности. На этом посту он проработал с 1 июня 1957 по 21 марта 1960 года. Пахлеванян активно занимался борьбой с взяточничеством при распределении жилья. Под его личную ответственность в Ереване был установлен памятник Давиду Сасунскому, несмотря на развёрнутую в то время борьбу с излишествами.
После своей отставки в 1960 году Пахлеванян стал заместителем председателя Государственного комитета Совета Министров Армянской ССР по науке и технике. В 1961 году он был назначен начальником Центрального статистического управления при Совете Министров Армянской ССР, и проработал на этом посту до выхода на пенсию. В 1971 году он был избран председателем Ревизионной комиссии КП Армении.
В 1981 году Гурген Пахлеванян вышел на пенсию. Он умер в Ереване 1986 году после воспаления лёгких.

## Семья
В 1929 году Гурген Пахлеванян женился на Аракс Саркисян, которую он знал с тбилисской школы. У них родилось трое сыновей — Ромен, Карен и Бабкен.

## Награды
- Орден Отечественной войны 2 степени (06.04.1985)[4].
- Два ордена Трудового Красного Знамени (1966, …)[2].
- Орден Дружбы Народов (1979)[2].
- Орден «Знак Почёта» (23.11.1940) — в связи с ХХ-летним юбилеем Армянской Советской Социалистической Республики, за достижения в развитии промышленности и сельского хозяйства[2].
- Медаль «За оборону Кавказа» (02.06.1945)[5].
- Заслуженный строитель Армянской ССР[2].